# Cantó d'Auxonne
El cantó d'Auxonne és un cantó francès del departament de Costa d'Or, situat al districte de Dijon. Té 16 municipis i el cap és Auxonne.

## Municipis
- Athée
- Auxonne
- Billey
- Champdôtre
- Flagey-lès-Auxonne
- Flammerans
- Labergement-lès-Auxonne
- Magny-Montarlot
- Les Maillys
- Poncey-lès-Athée
- Pont
- Soirans
- Tillenay
- Tréclun
- Villers-les-Pots
- Villers-Rotin

## Història
| Data d'elecció                           | Identitat         | Partit        | Qualitat |
| ---------------------------------------- | ----------------- | ------------- | -------- |
| 1945-1949                                | M. Jovignot       | Divers droite |          |
| 1949-1961                                | Dr. Guichard      | Divers droite |          |
| 1961-1967                                | Pierre Jouchoux   | Divers gauche |          |
| 1967-1973                                | Jean Guichard     | UDR           |          |
| 1973-1992                                | Jean Hugon        | MRG           |          |
| 1992-2004                                | Camille Deschamps | RPR           |          |
| 2004-2011                                | Antoine Sanz      | Divers gauche |          |
| 2011-                                    | Dominique Girard  | Divers droite |          |
| les dades anteriors no són pas conegudes |                   |               |          |
|                                          |                   |               |          |

## Demografia
| A partir de 1990: Població sense dobles comptes |